# Szkolne życie!
Szkolne życie! (jap. がっこうぐらし! Gakkō gurashi!) – manga autorstwa Norimitsu Kaihō i ilustrowana przez Sadoru Chibę. Rozdziały ukazywały się w czasopiśmie „Manga Time Kirara Forward” wydawnictwa Hōbunsha w latach 2012–2019.
Na podstawie mangi powstała adaptacja w formie anime oraz film aktorski.
W Polsce mangę wydało wydawnictwo Waneko.

## Fabuła
Yuki Takeya to radosna uczennica, która wraz z przyjaciółkami Kurumi Ebisuzawą, Yūri Wakasą i Miki Naoki, jest członkinią Klubu Szkolnego Życia w Prywatnym Liceum Megurigaoka. W czasie gdy Yuki codziennie szuka ciekawych zajęć w szkole, pozostałe dziewczyny starają się zapewnić jej bezpieczeństwo, ponieważ w rzeczywistości są jedynymi ocalałymi z ich szkoły po tym, jak miasto zostało opanowane przez epidemię zombie.

## Bohaterowie
- Yuki Takeya (jap. 丈槍 由紀 Takeya Yuki)

Seiyū: Inori Minase 
Pogodna i wesoła dziewczyna, która zawsze chętnie podejmuje się nowych i ekscytujących zajęć w klubie. W wyniku załamania psychicznego spowodowanego epidemią zombie Yuki stworzyła sobie wyidealizowaną iluzję, wierząc, że wszystko jest normalne, a jej koledzy z klasy i nauczyciele żyją i mają się dobrze. Powoli uświadamia sobie prawdę o swoim otoczeniu, ale nadal zachowuje się nieuważnie, choć czasami wpada w panikę, gdy jej urojenia się załamują i widzi, jaka jest rzeczywistość. Od czasu opuszczenia szkoły Yuki powoli zaczyna godzić się z rzeczywistością i stara się być bardziej przydatna grupie.
- Kurumi Ebisuzawa (jap. 恵飛須沢 胡桃 Ebisuzawa Kurumi)

Seiyū: Ari Ozawa 
Dziewczyna z Klubu Szkolnego Życia, która często jest wysyłana na bardziej niebezpieczne misje. Zawsze nosi przy sobie łopatę na wypadek spotkania z zombie. Wcześniej była zakochana w nieznanym z imienia pierwszoklasiście, ale kiedy wybuchła epidemia zombie, jej ukochany został ugryziony i zaatakował ją. Do zabicia go użyła łopaty, co wyjaśnia, dlaczego jest to jej ulubiona broń. Po zarażeniu przez przemienioną w zombie Megumi, zostaje pozornie uleczona antidotum. Jednak jej ciało pozostaje zimne, a ona sama jest ignorowana przez inne zombie, co sugeruje, że antidotum nie zadziałało prawidłowo. W późniejszych rozdziałach mangi zaczyna przejawiać zachowania podobne do zombie, choć nadal udaje jej się zachować poczucie siebie.
- Yūri Wakasa (jap. 若狭 悠里 Wakasa Yūri)

Seiyū: M.A.O 
Przewodnicząca Klubu Szkolnego Życia, o pseudonimie „Rii-san” (りーさん). To ona zarządza jedzeniem, elektrycznością, lekcjami i innymi rzeczami. Mimo że zachowuje się jak silna dziewczyna i starsza siostra dla pozostałych członków, jest bardzo słaba psychicznie i staje się coraz bardziej niestabilna, gdy stawka staje się coraz wyższa. Ma młodszą siostrę o imieniu Ruu, która, jak sądzi, została uratowana ze szkoły podstawowej, ale później okazuje się, że jest pluszowym misiem Yuki.
- Miki Naoki (jap. 直樹 美紀 Naoki Miki)

Seiyū: Rie Takahashi 
Blondwłosa dziewczyna, która jest o rok młodsza od pozostałych dziewcząt i ma przezwisko „Mii-kun” (みーくん) nadane przez Yuki. Została uratowana przez Klub Szkolnego Życia podczas zwiadu w centrum handlowym, gdzie mieszkała od czasu wybuchu epidemii. Początkowo nie podoba jej się sposób, w jaki Kurumi i Yūri współgrają z urojeniami Yuki, ale później zaczyna rozumieć, jak im pomaga. Staje się też miła i łagodna, otwierając się przed innymi członkami grupy, a szczególnie bliskie są jej Yuki i Kurumi. Zwraca się do Yuki per senpai.
- Megumi Sakura (jap. 佐倉 慈 Sakura Megumi)

Seiyū: Ai Kayano 
Nauczycielka i doradczyni Klubu Szkolnego Życia, czule nazywana przez uczennice „Megu-nee” (めぐねえ). Założyła klub, by chronić dziewczęta, gdy wybuchła epidemia. Choć początkowo jest raczej mało obecną nauczycielką, której często przerywają inne dziewczyny, wkrótce okazuje się, że podobnie jak inne uczennice, jest ona kolejną częścią złudzeń Yuki. W rzeczywistości została zainfekowana krótko po założeniu Klubu Szkolnego Życia, zmuszając się do przebywania w ukrytej części szkoły, zanim całkowicie zmieniła się w zombie. Kiedy w końcu zostaje odnaleziona, zaraża Kurumi, po czym zostaje zabita przez Miki.
- Kei Shidō (jap. 祠堂 圭 Shidō Kei)

Seiyū: Juri Kimura 
Koleżanka z klasy i najlepsza przyjaciółka Miki, która była z nią, gdy wybuchła epidemia zombie. Zmuszona do ukrywania się w centrum handlowym, Kei w końcu zniecierpliwiła się życiem w zamknięciu i wyszła na zewnątrz. Kiedy dziewczyny w końcu opuszczają szkołę, by udać się na uczelnię, Miki wierzy, że wychodząc z niej, widziała przemienioną w zombie Kei.
- Tarōmaru (jap. 太郎丸)

Seiyū: Emiri Katō 
Szczeniak rasy Shiba Inu, który został znaleziony przez Yuki i przygarnięty jako maskotka Klubu Szkolnego Życia. Ponieważ został zarażony, dziewczyny musiały go wyrzucić, gdy się przemienił, ale nadal od czasu do czasu próbuje dostać się do sali klubowej, ponieważ ma szczątkowe wspomnienia związane z klubem. W wersji anime jego rola jest bardziej rozbudowana - początkowo został znaleziony przez Miki, zanim oboje zostali przyjęci do klubu, ale później został zarażony przez Megumi. Chociaż zostaje wyleczony tą samą szczepionką, którą otrzymała Kurumi, pozostaje osłabiony po walce i później umiera.

## Manga
Manga autorstwa Norimitsu Kaihō i ilustrowana przez Sadoru Chibę pojawiła się po raz pierwszy 24 maja 2012 roku, w lipcowym numerze czasopisma „Manga Time Kirara Forward” wydawnictwa Hōbunsha. Autorzy mangi zawiesili wydawanie rozdziałów mangi pomiędzy lipcem a grudniem 2017 roku. Na początku 2019 roku podano do wiadomości, że manga zostanie zakończona wraz z dwunastym tomem. W grudniowym numerze magazynu „Manga Time Kirara Forward” ogłoszono, że ostatni rozdział mangi ukaże się w tym magazynie w 22 listopada 2019.
W Polsce mangę wydało wydawnictwo Waneko.
| Nr | Język japoński   | Język japoński         | Język polski         | Język polski           |
| Nr | Data wydania     | ISBN                   | Data wydania         | ISBN                   |
| -- | ---------------- | ---------------------- | -------------------- | ---------------------- |
| 1  | 12 grudnia 2012  | ISBN 978-4-8322-4236-4 | 10 marca 2016        | ISBN 978-83-65229-50-2 |
| 2  | 12 czerwca 2013  | ISBN 978-4-8322-4309-5 | 10 maja 2016         | ISBN 978-83-65229-51-9 |
| 3  | 12 grudnia 2013  | ISBN 978-4-8322-4378-1 | 11 lipca 2016        | ISBN 978-83-65229-52-6 |
| 4  | 11 lipca 2014    | ISBN 978-4-8322-4462-7 | 10 września 2016     | ISBN 978-83-65229-53-3 |
| 5  | 12 marca 2015    | ISBN 978-4-8322-4538-9 | 10 listopada 2016    | ISBN 978-83-65229-54-0 |
| 6  | 11 sierpnia 2015 | ISBN 978-4-8322-4603-4 | 10 stycznia 2017     | ISBN 978-83-65229-55-7 |
| 7  | 12 stycznia 2016 | ISBN 978-4-8322-4653-9 | 10 marca 2017        | ISBN 978-83-65229-56-4 |
| 8  | 10 sierpnia 2016 | ISBN 978-4-8322-4730-7 | 10 maja 2017         | ISBN 978-83-65229-57-1 |
| 9  | 11 marca 2017    | ISBN 978-4-8322-4813-7 | 10 lipca 2017        | ISBN 978-83-65229-58-8 |
| 10 | 12 czerwca 2018  | ISBN 978-4-8322-4952-3 | 19 października 2018 | ISBN 978-83-65229-59-5 |
| 11 | 12 stycznia 2019 | ISBN 978-4-8322-7057-2 | 29 marca 2019        | ISBN 978-83-8096-632-1 |
| 12 | 10 stycznia 2020 | ISBN 978-4-8322-7148-7 | 27 kwietnia 2020     | ISBN 978-83-8096-849-3 |

Z serią związane są także trzy tomy antologii, tworzonej przez różnych artystów, wydane kolejno 13 lipca 2015, 12 września 2015 oraz 12 stycznia 2016.

### Sequel
Oficjalne konto czasopism z serii „Manga Time Kirara” na Twitterze ogłosiło, że seria Szkolne życie! będzie miała swój sequel zatytułowany Gakkōgurashi! ~Otayori~ (jap. がっこうぐらし！～おたより～), którego autorami również będą Norimitsu Kaihō i Sadoru Chiba. Kolejne rozdziały ukazują się od 24 czerwca 2020 roku w czasopiśmie „Manga Time Kirara Forward” wydawnictwa Hōbunsha.

## Anime
Powstawanie serialu anime zostało ogłoszone 21 czerwca 2014 roku. Za produkcję odpowiedzialne jest studio Lerche. Reżyserem serii jest Masaomi Ando, za scenariusze odpowiedzialny jest Norimitsu Kaihō, natomiast za projekt postaci odpowiada Haruko Iikuza.
Seria miała swoją premierę 9 lipca 2015 roku, na kanałach AT-X, Tokyo MX, Sun TV, BS11.

### Lista odcinków
| N/o | Tytuł odcinka         | Scenarzysta        | Premiera         |
| --- | --------------------- | ------------------ | ---------------- |
| 1   | Hajimari (はじまり)   | Norimitsu Kaiho    | 9 lipca 2015     |
| 2   | Omoide (おもいで)     | Yuichiro Higashide | 16 lipca 2015    |
| 3   | Ano toki (あのとき)   | Hikaru Sakurai     | 23 lipca 2015    |
| 4   | Ensoku (えんそく)     | Makoto Fukami      | 30 lipca 2015    |
| 5   | Deai (であい)         | Yuichiro Higashide | 6 sierpnia 2015  |
| 6   | Yōkoso (ようこそ)     | Kiyomune Miwa      | 13 sierpnia 2015 |
| 7   | Otegami (おてがみ)    | Ukyo Kodachi       | 20 sierpnia 2015 |
| 8   | Shōrai (しょうらい)   | Kiyomune Miwa      | 27 sierpnia 2015 |
| 9   | Kyūjitsu (きゅうじつ) | Ryo Morise         | 3 września 2015  |
| 10  | Ame no hi (あめのひ)  | Hikaru Sakurai     | 10 września 2015 |
| 11  | Kizuato (きずあと)    | Makoto Fukami      | 17 września 2015 |
| 12  | Sotsugyō (そつぎょう) | Norimitsu Kaiho    | 24 września 2015 |

### Ścieżka dźwiękowa
| Odcinki        | Tytuł                                                               | Wykonawca                                                          | Źródło   |          |
| Czołówka       | Czołówka                                                            | Czołówka                                                           | Czołówka | Czołówka |
| -------------- | ------------------------------------------------------------------- | ------------------------------------------------------------------ | -------- | -------- |
| 1-12           | „Friend shitai” (jap. ふ・れ・ん・ど・し・た・い Furendo Shitai)    | Gakuen Seikatsu-bu (Inori Minase, Ari Ozawa, M.A.O, Rie Takahashi) | [ 31 ]   |          |
| Napisy końcowe |                                                                     |                                                                    |          |          |
| 1-3, 5, 9      | „Harmonize Clover” (jap. ハーモナイズ・クローバー Hāmonaizu Kurōbā) | Maon Kurosaki                                                      | [ 32 ]   |          |
| 4              | „We took each other's hand”                                         | Kaori Sawada                                                       |          |          |
| 6-8 i 10-11    | „Afterglow” (jap. アフターグロー Afutāgurō)                         | Maon Kurosaki                                                      | [ 33 ]   |          |

## Drama CD
Z serią anime związana jest także drama CD, która miała premierę 14 sierpnia 2015 roku na Comiket 88.

## Film live action
Powstawanie filmu aktorskiego na podstawie mangi zostało ogłoszone w magazynie „Manga Time Kirara Forward” w listopadzie 2017 roku. Jego premiera została zaplanowana na 2018 roku. Reżyserem filmu został Issei Shibata. W głównych rolach wystąpiły: Nanami Abe (jako Kurumi Ebisuzawa), Midori Nagatsuki (jako Yuki Takeya), Wakana Majima (jako Yūri Wakasa) oraz Rio Kiyohara (jako Miki Naoki).
Film miał swoją premierę w Japonii 25 stycznia 2019 roku.
16 stycznia 2019 roku na oficjalnej stronie internetowej ogłoszono, że został wyprodukowany 4-odcinkowy mini-serial, stanowiący prequel filmu, zatytułowany Gakkō XXX ~Mō Hitotsu no Gakkō Gurashi! (jap. がっこうXXX ～もうひとつのがっこうぐらし！). Seria jeszcze tego samego dnia miała premierę na Amazon Prime Video w Japonii.

## Powiązane
Yuki pojawia się jako postać poboczna w grze z gatunku bijatyka Nitroplus Blasterz: Heroines Infinite Duel wydanej 10 grudnia 2015 na konsole PlayStation 3 i PlayStation 4. Postacie z mangi pojawiają się także w grze mobilnej z gatunku RPG wydanej w 2017 roku zatytułowanej Kirara Fantasia.

## Odbiór
22 lutego 2017 roku oficjalne konto „Manga Time Kirara Forward” na Twitterze ogłosiło, że wydrukowano w Japonii 1,2 miliona kopii mangi.
Emisja pierwszego odcinka anime spowodowała w ciągu tygodnia 10-krotny wzrost sprzedaży tomów mangi. Pierwszy odcinek został na Niconico w tym czasie obejrzany ponad milion razy.